# Лапутруа
Лапутруа́ (фр. Lapoutroie) — коммуна на северо-востоке Франции в регионе Гранд-Эст (бывший Эльзас — Шампань — Арденны — Лотарингия), департамент Верхний Рейн, округ Кольмар — Рибовилле, кантон Сент-Мари-о-Мин. До марта 2015 года коммуна являлась административным центром упразднённого кантона Лапутруа (округ Рибовилле).
Площадь коммуны — 21,12 км², население — 2057 человек (2006) с тенденцией к снижению: 1924 человека (2012), плотность населения — 91,1 чел/км².

## Население
Численность населения коммуны в 2011 году составляла 1957 человек, а в 2012 году — 1924 человека.
| 1962 | 1968 | 1975 | 1982 | 1990 | 1999 | 2006 | 2007 | 2011 | 2012 |
| ---- | ---- | ---- | ---- | ---- | ---- | ---- | ---- | ---- | ---- |
| 1661 | 1712 | 1794 | 1911 | 1981 | 2104 | 2057 | 2049 | 1957 | 1924 |

Динамика населения:

## Экономика
В 2010 году из 1258 человек трудоспособного возраста (от 15 до 64 лет) 954 были экономически активными, 304 — неактивными (показатель активности 75,8 %, в 1999 году — 72,1 %). Из 954 активных трудоспособных жителей работали 854 человека (470 мужчин и 384 женщины), 100 числились безработными (51 мужчина и 49 женщин). Среди 304 трудоспособных неактивных граждан 85 были учениками либо студентами, 132 — пенсионерами, а ещё 87 — были неактивны в силу других причин.
На протяжении 2011 года в коммуне числилось 807 облагаемых налогом домохозяйств, в которых проживало 1946,5 человек. При этом медиана доходов составила 20 057 евро на одного налогоплательщика.